# تشويكا
تشويكا (بالإسبانية: Chueca)‏ هو حي في مدريد في إسبانيا، سمي على الملحن فيديريكو تشويكا (1846–1908), الذي لحن العديد من مقطوعات الزارزويلا.

## أعلام
- إنجريد بيتنكور